# کایکوتسمووی‌ویلج (آریزونا)
کایکوتسمووی‌ویلج (به انگلیسی: Kykotsmovi Village) یک منطقهٔ مسکونی در ایالات متحده آمریکا است که در شهرستان ناواهو، آریزونا واقع شده‌است. کایکوتسمووی‌ویلج ۴۳٫۸۶ کیلومتر مربع مساحت و ۲۸٬۰۶۸ نفر جمعیت دارد و ۱٬۷۳۱ متر بالاتر از سطح دریا واقع شده‌است.